# Tragöß

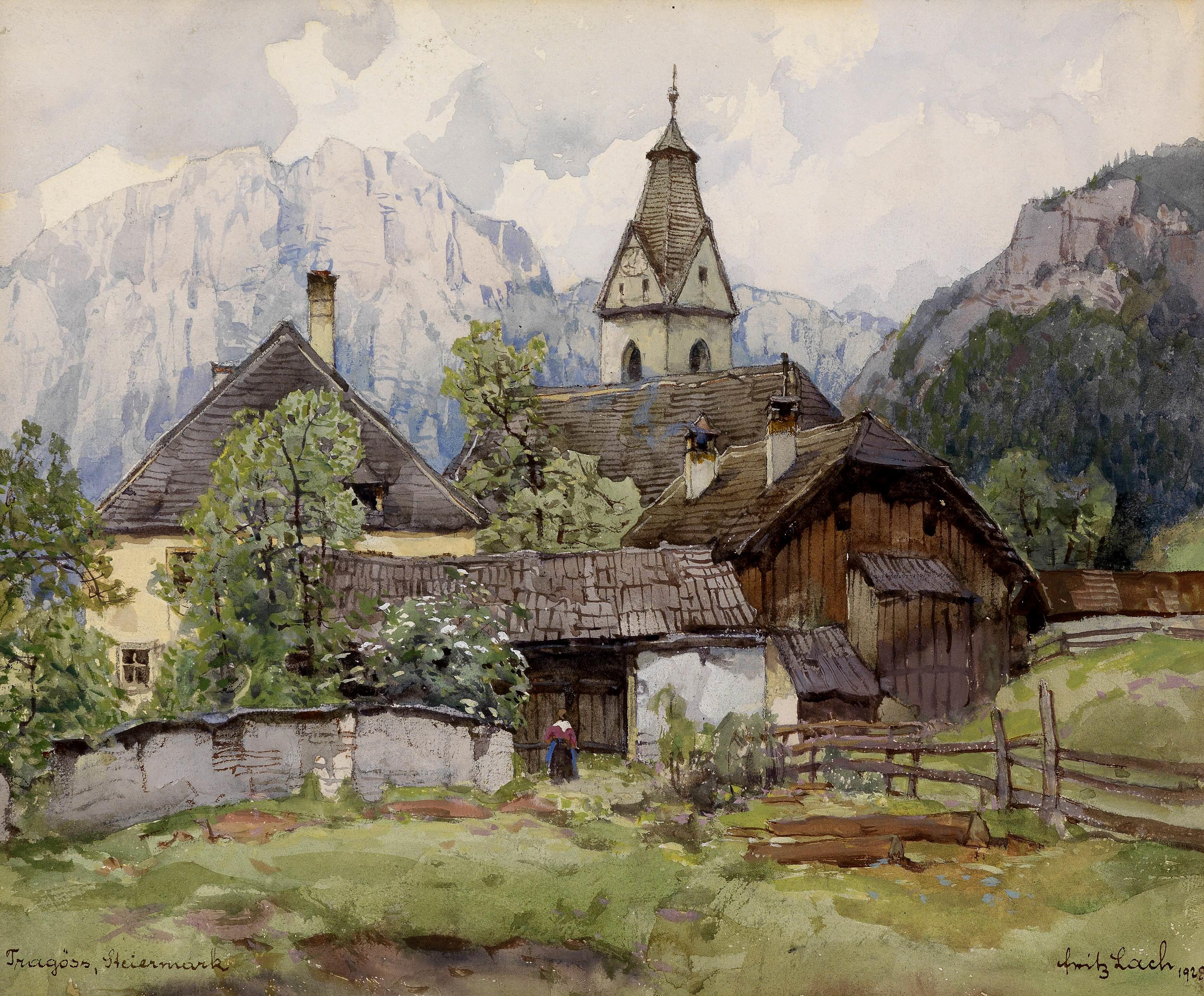
Ansicht von 1928 (Aquarell von Fritz Lach)

Tragöß ist ein Ort im Nordwesten von Bruck an der Mur in der Steiermark (Gerichtsbezirk Bruck an der Mur und im politischen Bezirk Bruck-Mürzzuschlag). Bis 31. Dezember 2014 war Tragöß eine selbständige Gemeinde mit 995 Einwohnern (Stand: 31. Oktober 2013). Im Rahmen der Gemeindestrukturreform in der Steiermark wurde sie mit der Gemeinde Sankt Katharein an der Laming zusammengeschlossen. Die dadurch entstandene neue Gemeinde trägt den Namen Tragöß-Sankt Katharein. Grundlage dafür war das Steiermärkische Gemeindestrukturreformgesetz – StGsrG.
Eine Beschwerde beim Verfassungsgerichtshof gegen die Zusammenlegung war nicht erfolgreich. Der Verfassungsgerichtshof wies die Beschwerde zurück.

## Geografie
Tragöß liegt im Tal der Laming, die bei Bruck an der Mur in die Mürz mündet. Bruck an der Mur ist 24 Straßenkilometer entfernt. Tragöß-Oberort liegt am Talschluss; die umgebenden Berge Trenchtling (2081 m ü. A.), Pribitz (1579 m ü. A.) und Meßnerin (1835 m ü. A.) gehören zur Hochschwab-Gruppe.

### Gliederung der ehemaligen Gemeinde
Die ehemalige Gemeinde bestand aus drei Katastralgemeinden (Fläche Stand 31. Dezember 2023):
- Oberort (1.780,83 ha)
- Schattenberg (8.241,8 ha)
- Sonnberg (1.044,59 ha)

Das ehemalige Gemeindegebiet gliederte sich in vier Ortschaften (in Klammern Einwohnerzahl Stand 1. Jänner 2024):
- Oberort (369)
- Pichl-Großdorf (382)
- Tal (15)
- Unterort (129)

### Nachbargemeinden und -orte
Wildalpen, Sankt Ilgen, Etmißl, Sankt Katharein an der Laming, Trofaiach, Vordernberg und Eisenerz (im Uhrzeigersinn).

## Geschichte
Vermutlich war Tragöß bereits von den Kelten bewohnt. Nach der Völkerwanderung wurde das Gebiet im 6. Jahrhundert durch Slawen besiedelt, die ihre Häuser nicht auf dem Talboden, sondern an den Hängen darüber errichteten. Auch der Name ist vermutlich slawischen Ursprungs: „tre“ für drei und „gozd“ für Wald; „Dreiwald“ bezieht sich möglicherweise auf die drei markanten Gipfel von Trenchtling, Meßnerin und Pribitz. Bis in das 19. Jahrhundert wurde das Gebiet von Tragöß-Oberort In der Lasnitz genannt. Dieser Name kommt aus dem Slawischen und wird mit „Waldbach“, „Wiesenbach“ oder als Hinweis auf Gewässer in einem Rodungsgebiet übersetzt.
Die im 9. Jahrhundert folgenden deutschen Stämme der Baiern und Franken besiedelten dagegen hauptsächlich den Talboden.
Zum ersten Mal wird der Ort in einer Urkunde vom 16. Mai 1023 erwähnt, die eine Schenkung des Kaisers Heinrich II. an das Frauenkloster Göß betrifft.
1210 wurde Tragöß eine eigene Pfarre. Es handelte sich um eine Lehenspfarre des Stiftes Göß; der Pfarrer war zugleich Verwalter für die Grundherrschaft. Die Konflikte, die sich daraus mit der Bevölkerung häufig ergaben, gipfelten 1493 in der Ermordung des Pfarrers Melchior Lang. Diese Tat wurde zur Grundlage des Romans „Der Gottsucher“ von Peter Rosegger. Der Totenschädel des Priesters mit der Wunde der Mordwaffe war auch noch nach 2000 in einem Glaskasten im Pfarrhof zu sehen. Die Säulen des Galgens, an dem die Täter hingerichtet wurden, sind im Galgenwald zwischen Großdorf und Tragöß/Oberort noch erkennbar.
1654 erwarb das Stift Göß auch das Landgericht von der Stadt Bruck. Im 17. Jahrhundert wurde Tragöß von der Pest heimgesucht.
Im Hungerjahr 1816 und 1817 kam es zu schweren Missernten. Um Hilfe zu leisten, besuchte auch Erzherzog Johann das Lamingtal.

## Religion
92,0 % der Bevölkerung sind römisch-katholisch, 3,2 % evangelisch, 4,2 % ohne religiöses Bekenntnis. Tragöß ist Sitz einer römisch-katholischen Pfarre.

## Bevölkerungsentwicklung
Nach 1869 nahm die Bevölkerung (damals 1033 Personen) kontinuierlich ab und erreichte 1910 mit nur 856 ihren niedrigsten Stand. Bis zur darauf folgenden Volkszählung 1923 erfolgte dagegen ein Zuwachs um 29,3 % auf 1107, auf den bis 1934 ein weiterer Zuwachs um 7,0 % auf 1184 folgte. Danach pendelte die Bevölkerung zwischen 1100 und 1180. Seit der Volkszählung 1991 ist ein Rückgang zu verzeichnen.

## Kultur und Sehenswürdigkeiten

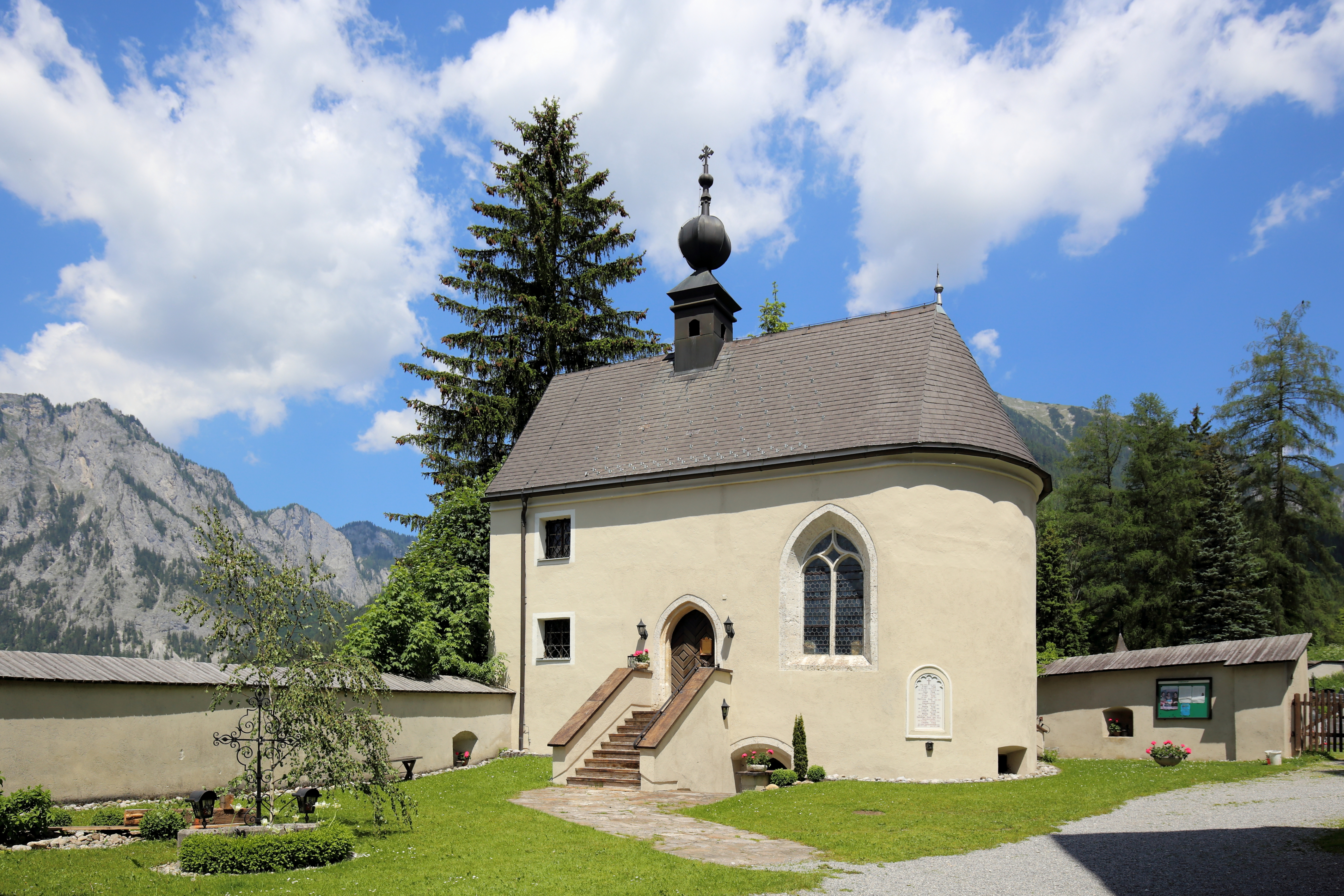
Antoniuskapelle in Oberort

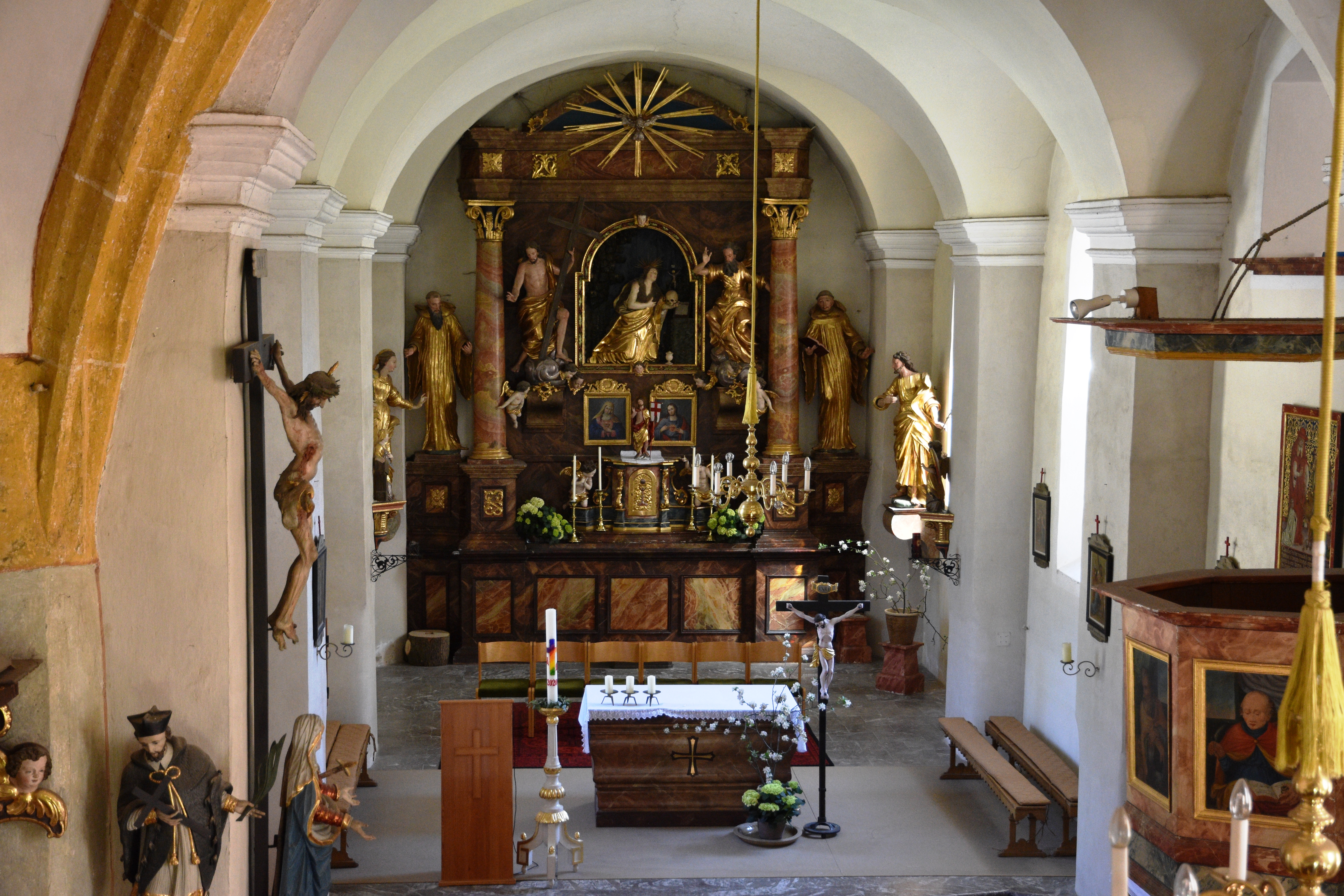
Pfarrkirche Tragöß-Oberort

- Antoniuskapelle in Oberort

Ein spätgotischer Bau, datiert 1518 und 1524, der auf den Grundmauern eines romanischen Karners errichtet wurde. Ende des 17. Jahrhunderts wurde die Kapelle um ein Joch Richtung Kirchhofmauer erweitert.
- Katholische Pfarrkirche Tragöß-Oberort hl. Magdalena sowie Pfarrhof in Oberort

Eine ehemalige Wehrkirche, die teilweise von spätmittelalterlichen Mauern umgeben ist. Das gekappte Spitzhelmdach des dreigeschoßigen spätgotischen Turmes stammt aus dem Jahr 1923.
- Filialkirche in Pichl

Eine frühgotische Kirche, die im 17. Jahrhundert erweitert wurde.
- Ehemaliger Galgen im Galgenwald zwischen Pichl-Großdorf und Oberort-Tragöß

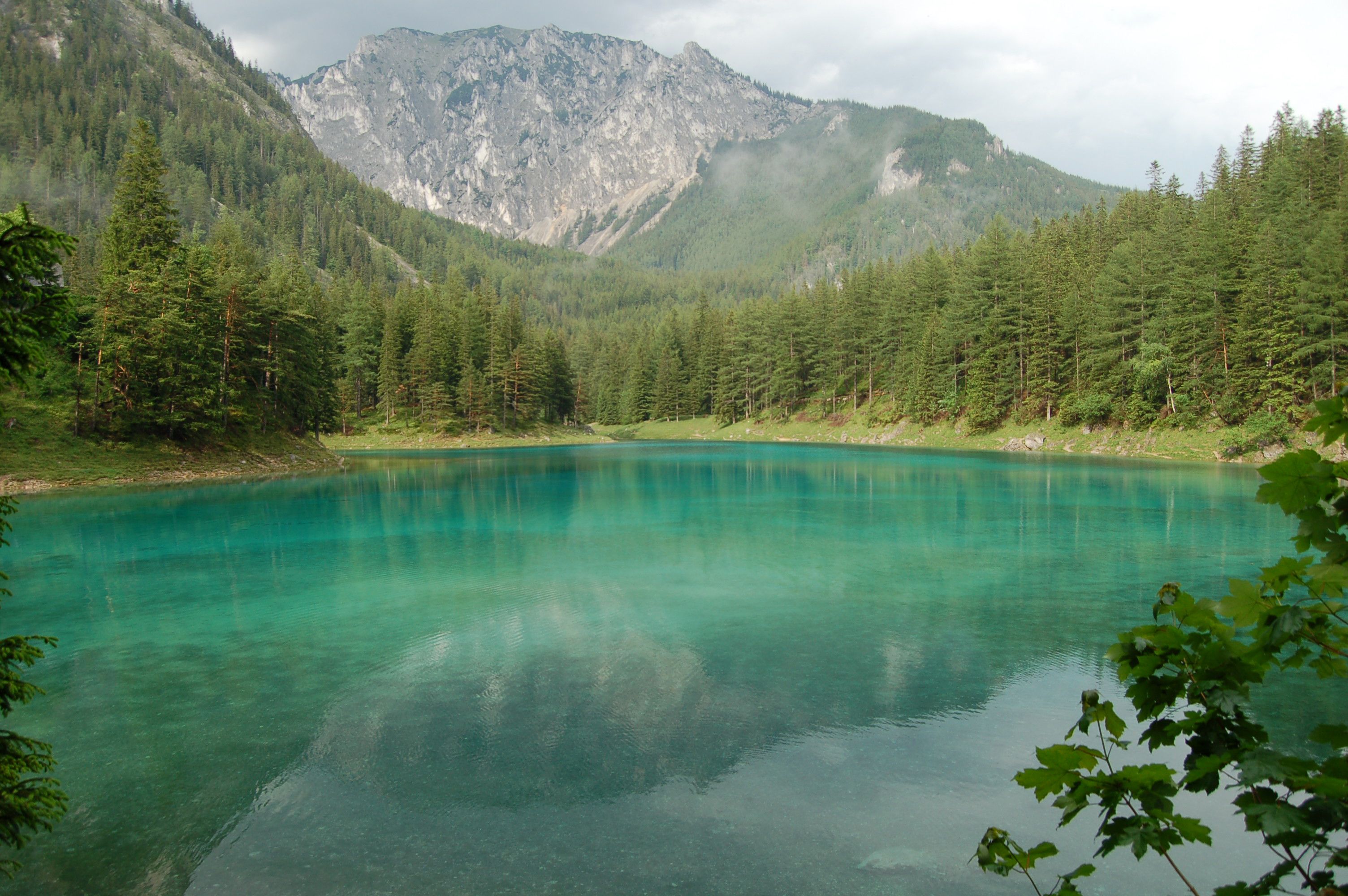
Grüner See gegen Meßnerin im Mai 2007. Rechts ansteigend ist die Bergsturzmasse zu sehen

- Heimatmuseum

Naturdenkmale
- Grüner See
- Marienklamm

## Bildung
- Gemeindekindergarten
- Volksschule
- Öffentliche Bücherei der Pfarre und Gemeinde

## Politik
Bürgermeister war bis 31. Dezember 2014 Rudolf Treutler von der Liste „Gemeinsam für Tragöß“ (GfT).
Der Gemeinderat bestand bis dahin aus 15 Mitgliedern und setzte sich seit der Gemeinderatswahl 2010 aus Mandaten der folgenden Listen zusammen:
- 7 GfT – „Gemeinsam für Tragöß“
- 5 Österreichische Volkspartei (ÖVP)
- 2 Sozialdemokratische Partei Österreichs (SPÖ) und
- 1 Freiheitliche Partei Österreichs (FPÖ)

### Wappen
Die amtliche Wappenbeschreibung (Blasonierung) lautete:
„Im blauen Schild über grün geflutetem Schildfuß ein dreispitziger silberner Berg, belegt mit einem schwarzen Kesselhaken.“
Der Schildfuß mit seiner grünen Flutung (Wellen) bezeichnet den Grünen See, der dreizackige Felsen den Gebirgsstock der Meßnerin. Der Kesselhaken stammt aus dem Wappen des Kanonissenstiftes Göß bei Leoben, dem das Tragößtal seit dem Mittelalter bis zur Aufhebung der Grunduntertänigkeit im Jahre 1848 zugehörte.

## Historische Landkarten

Tragöß in historischen Landkarten im 17. und 18. Jahrhundert
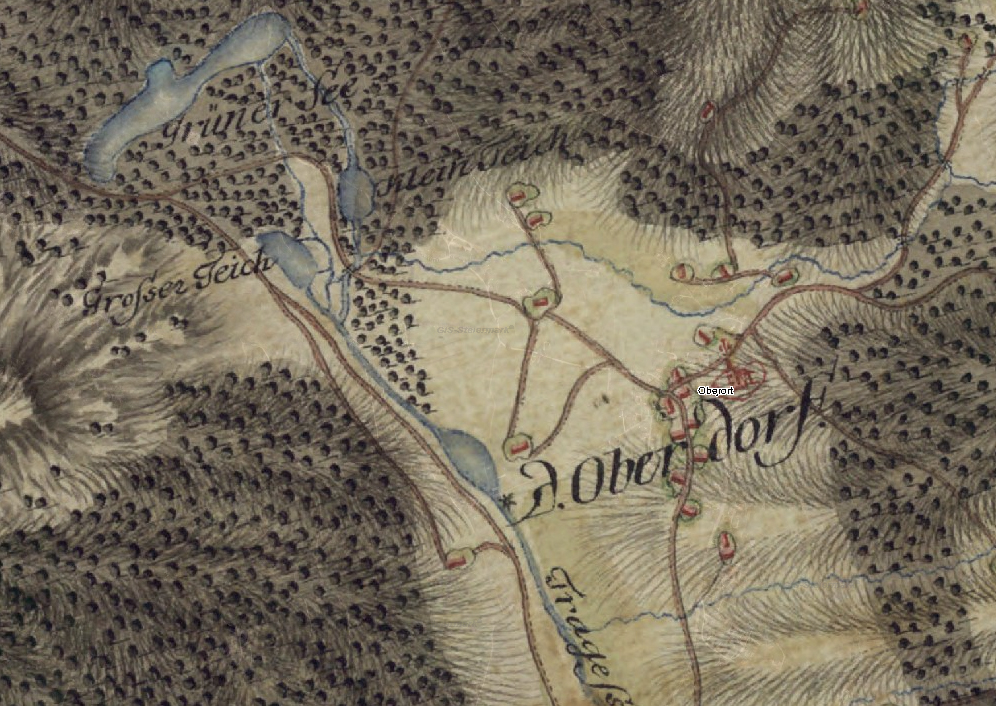
Oberort in der Josephinischen Landesaufnahme, um 1780
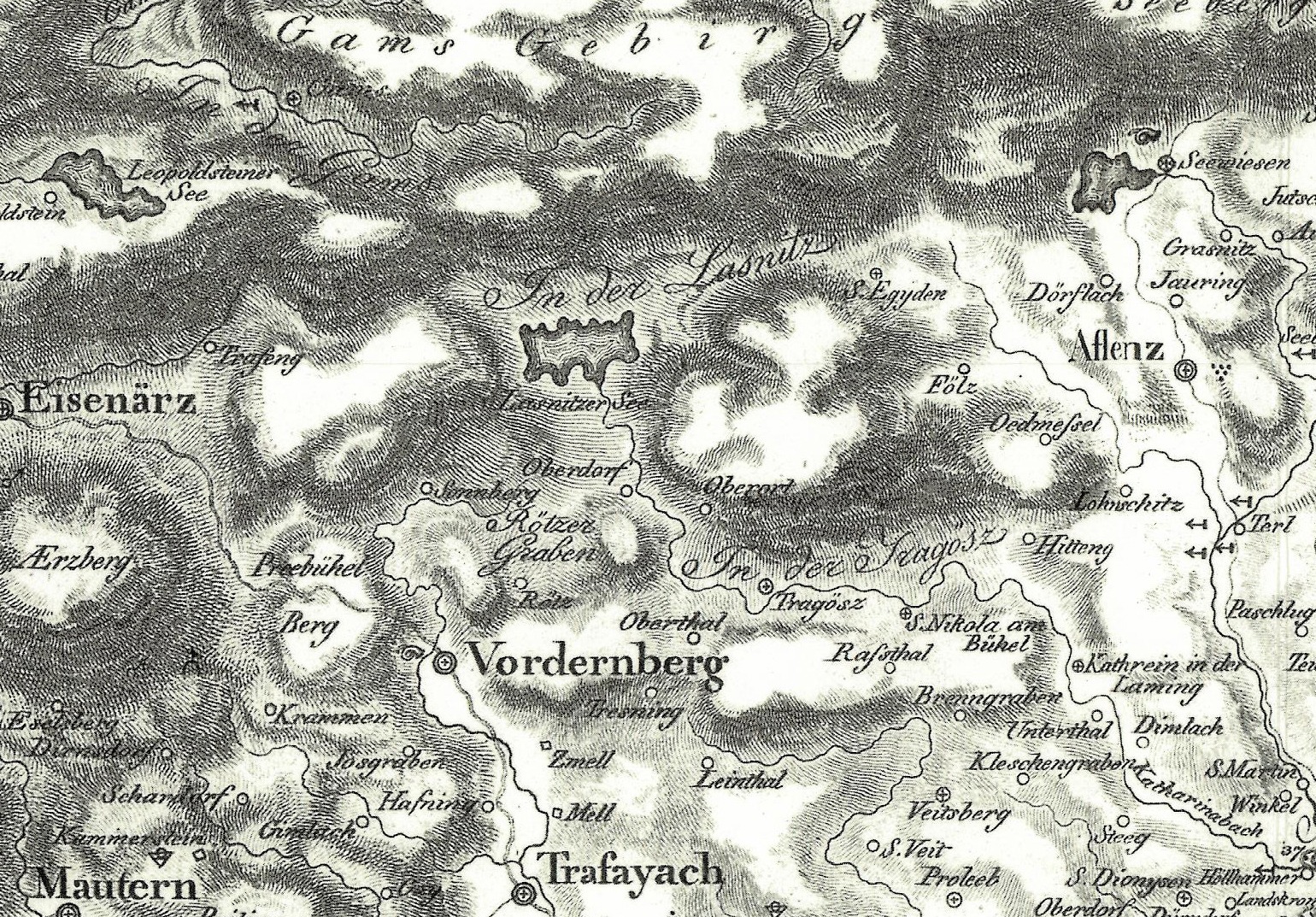
In der Lasnitz, Ende 18. Jahrhundert (Atlas von Innerösterreich)
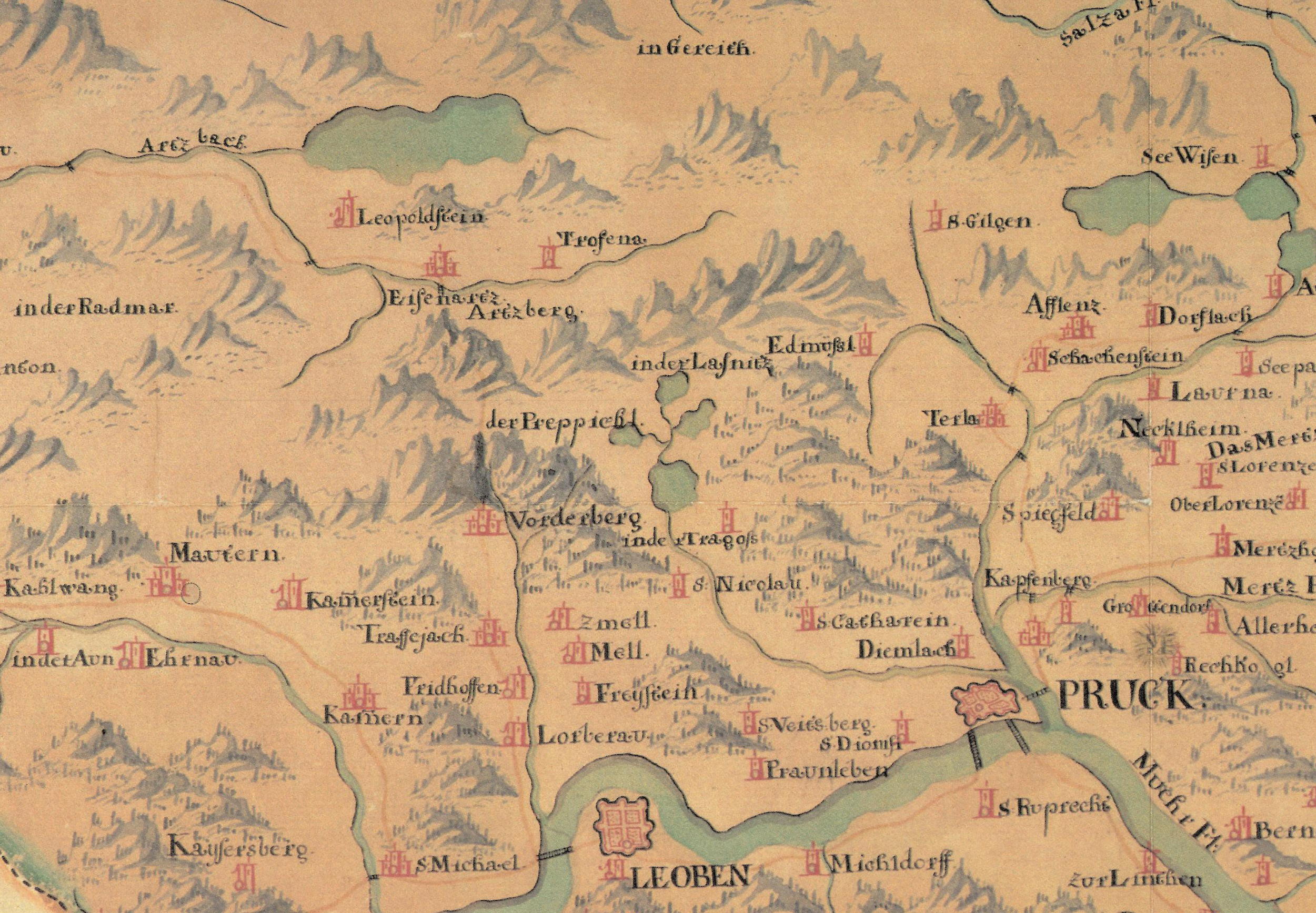
Um 1760, in der Darstellung des damaligen Brucker Kreises
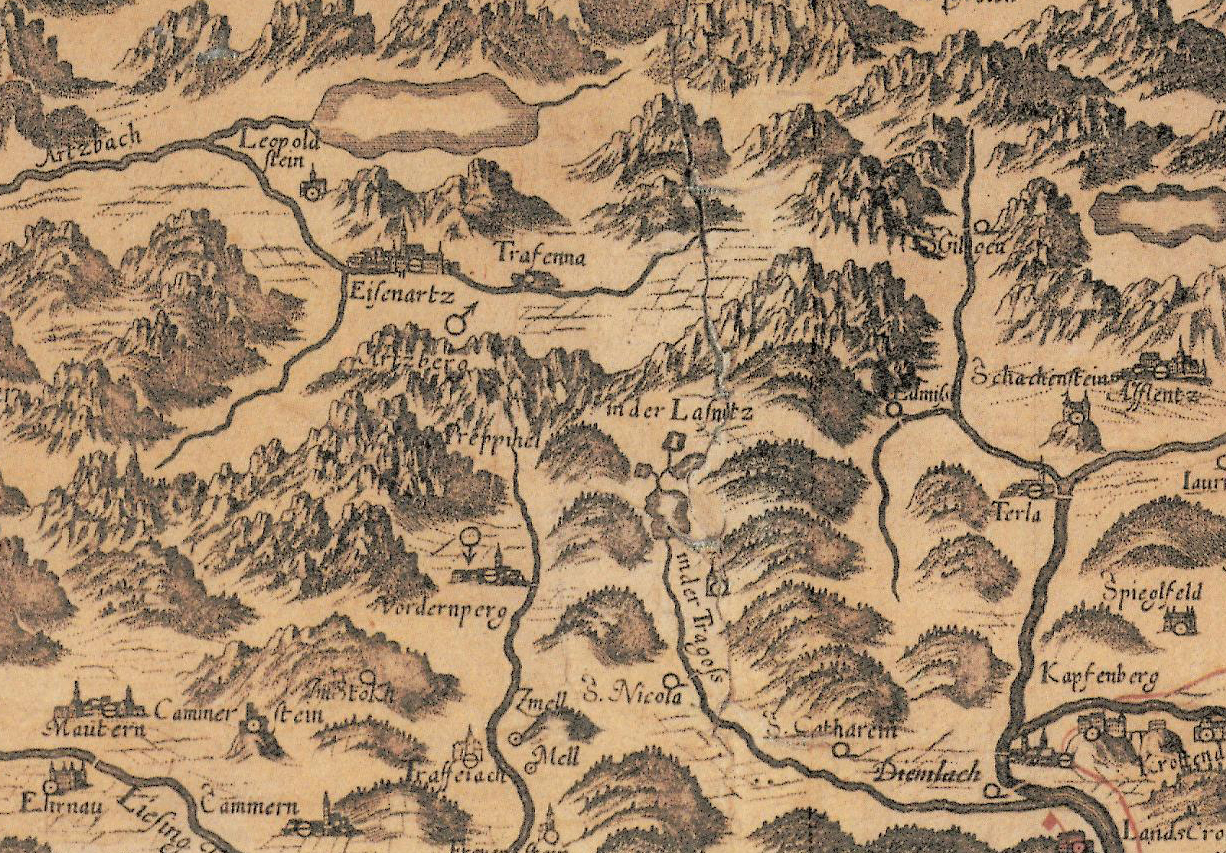
In der Karte von Georg Matthäus Vischer 1678